# Массовое убийство на заводе Хартворд
Бойня на заводе Хартфорд — трагические события 3 августа 2010 года в Манчестере, штат Коннектикут, США, когда уволенный днём ранее сотрудник завода 34-летний Омар Торнтон (род. 25 апреля 1976 года) застрелил 8 коллег, ранил ещё двоих, и  покончил с собой.

## Расстрел
Вечером 3 августа 2010 года около 16:15 вооружённый пистолетом Торнтон вошёл на склад пива завода дистрибьюторов Хартфорд, где на тот момент находилось около 40 человек, и открыл огонь по бывшим коллегам. Всего за 5 минут он убил 8 и тяжело ранил ещё двух человек. После чего по прибытии полиции он заперся в подсобном помещении, по телефону рассказал своей матери о том, что он совершил, и дождался эвакуации. После чего в 16:25 он покончил с собой, выстрелив себе в голову. Также он сообщил полиции, что если бы захотел, то убил бы гораздо больше людей.

## Мотивы
Семья Омара Торнтона заявила, что Омар был в депрессии из-за расовых конфликтов на работе (Торнтон и его семья — афроамериканцы). Также он был уволен с работы днем ранее за кражу банки пива со склада. Однако руководство завода заявило, что он не подавал жалобу на коллег.